# Vrije Universiteit Brussel
Vrije Universiteit Brussel – belgijski niderlandzkojęzyczny uniwersytet w Brukseli. 
Jest jedynym pełnoprawnym flamandzkim uniwersytetem w Brukseli.
Vrije Universiteit Brussel jest pochodną francuskojęzycznego Université Libre de Bruxelles (ULB), który został założony w 1834 roku przez prawnika flamandzkiego pochodzenia, Pierre-Théodore Verhaegen. W zamyśle miał założenie uniwersytetu, które byłyby niezależny od państwa i Kościoła.
Mimo że niektóre kursy na Vrije Universiteit w Wydziale Prawa były już prowadzone w języku niderlandzkim w 1935 roku, to na pozostałych wydziałach język ten zaczął obowiązywać w 1963 roku.
Niderlandzkojęzyczna uczelnia zdołała się oddzielić od swojego francuskojęzycznego odpowiednika w dniu 1 października 1969. W ustawie z dnia 28 maja 1970 roku Vrije Universiteit i Université Libre de Bruxelles oficjalnie stały się dwoma oddzielnymi prawnie i administracyjnie jednostkami naukowymi.
Uniwersytet składa się z ośmiu wydziałów, których zadania sprowadzają się do trzech misji: edukacja, badania naukowe i usługi na rzecz społeczeństwa. Uczelnia oferuje trzystopniowe studia dla ponad 8000 studentów i ponad 1000 doktorantów.